# Frontera entre Birmania y China
La frontera entre Birmania y China es el lindero internacional que separa a Birmania de la China. Predominantemente montañosa, este límite comienza en el punto triple con las fronteras de India, cerca del Hkakabo Razi, y termina en el trifinio con la frontera con Laos bordeando el río Mekong. Corresponde, para Birmania, a los límites orientales de los estados de Kachin y Shan, y para China, a los límites occidentales de la provincia de Yunnan. Existe desde 1274, pero su trazado definitivo es reciente, llegando a un acuerdo en enero de 1961.

## Historia
La frontera de los dos estados está ubicada en una región periférica, de difícil acceso, lejos de las regiones de mayorías étnicas (birmanos y han). La cuestión de su trazado no se planteó antes de 1253, cuando los mongoles de la dinastía Yuan derrotaron al reino de Dali, de etnia bai, que se encontraba entre ambas. En 1274, este reino fue anexado y se transformó en la provincia china de Yunnan.
El oeste y el sur de Yunnan, como el norte y el este de Birmania, estaban pobladas de etnias diversas, principalmente kachins y shans, formando tanto de principados más o menos independientes (Hsenwi, Mong Mao, etc.) y que, según la potencia de los poderes centrales, eran tributarios o lanzaban redadas para saquear sus territorios. En esta lucha de influencia, China poseía una ligera ventaja, pero no consiguió transformarlo en dominio efectivo (los yuan desistieron en 1303, el ejército de los ming fue aplastado en 1413, tomada de Mong Mao por el rey birmano Bayinnaung en 1563, guerras entre Hsinbyushin y el emperador Qianlong de los Qing en 1765-1769).
En el siglo XIX, ambos estados se debilitaron, pero a partir de la caída de la dinastía Konbaung en 1885, los intereses birmanos cayeron a manos de la India británica, mientras que China caía en la anarquía. La solución de las cuestiones fronterizas fue, por tanto, principalmente en beneficio de Birmania. El Kokang, por ejemplo, aunque de etnia china, pasó al dominio británico en 1897.
En general, la frontera no coincide con la distribución étnica, que está muy dispersa: los De'ang/Palaung, Jingpo/Kachin, Lahu, Lisu, Wa y Yao se encuentran en ambos lados (y en muchos países limítrofes).